# Carmen Tamayo
Carmen Tamayo de Mier es una jinete colombiana que compitió en la modalidad de doma. Ganó una medalla de bronce en los Juegos Panamericanos de 1979, en la prueba individual.

## Palmarés internacional
| Juegos Panamericanos | Juegos Panamericanos   | Juegos Panamericanos | Juegos Panamericanos |
| Año                  | Lugar                  | Medalla              | Categoría            |
| -------------------- | ---------------------- | -------------------- | -------------------- |
| 1979                 | San Juan (Puerto Rico) | Medalla de bronce    | Individual           |